# Karel Škréta (opera)
Karel Škréta (Karel Škreta) je komická opera o třech jednáních českého skladatele Karla Bendla. Libreto k ní napsala česká spisovatelka Eliška Krásnohorská na námět stejnojmenné veselohry Václava Aloise Svobody, jejímž předmětem je legendární historka z života českého barokního malíře Karla Škréty. Opera byla napsána počátkem roku 1883 a 11. prosince téhož roku měla premiéru v pražském Národním divadle.

## Vznik a historie díla
Roku 1881 byla oceněna a úspěšně uvedena několik let stará opera Karla Bendla Černohorci. I to přispělo k Bendlovu rozhodnutí vrátit se zpátky do Prahy po působení v Itálii, kde pracoval od roku 1877, a věnovat se opět české opeře. Po více dvanácti letech obnovil spolupráci s Eliškou Krásnohorskou, libretistkou jeho prvních oper Lejla (1867) a Břetislav. Symbolicky spolu zvolili námět podle starší romanticko-vlastenecké veselohry Václava Aloise Svobody-Navarovského z roku 1841 Karel Skreta uvádějící na jeviště známou postavu slavného českého malíře 17. století Karla Škrétu. Vedle milostné zápletky a tématu umění vítězícího nad penězi i silou se totiž v příběhu vyskytuje téma umělce navracejícího se z vlasteneckých i romantických pohnutek z ciziny (Itálie) zpět do vlasti, aby jí byl svým uměním prospěšný.
Bendl pod vlivem italských zkušeností dosti změnil svůj hudební styl, dosud vycházející zejména z hudby německé (Mendelssohn) a francouzské (Meyerbeer, Gounod). Soudobý italský repertoár zanechal největší stopy na jeho italské, jevištně nikdy neuvedené opeře Gina, ale i v Karlu Škrétovi se snažil zkombinovat moderní zásady wagnerovského – ale i verdiovského – hudebního dramatu, mimo jiné pomocí využití příznačných motivů, v kombinaci s italskou melodičností a zpěvností. Italské dějiště prvního jednání, italské postavy a zmínky o Itálii i v dalších jednáních umožnily Bendlovi organicky začlenit reminiscence na své nedávné působiště, například ve scéně karnevalu v 1. dějství, ale třeba i v parodicky zpracované „italské“ árii malířského pomocníka Bobše ve 3. dějství.

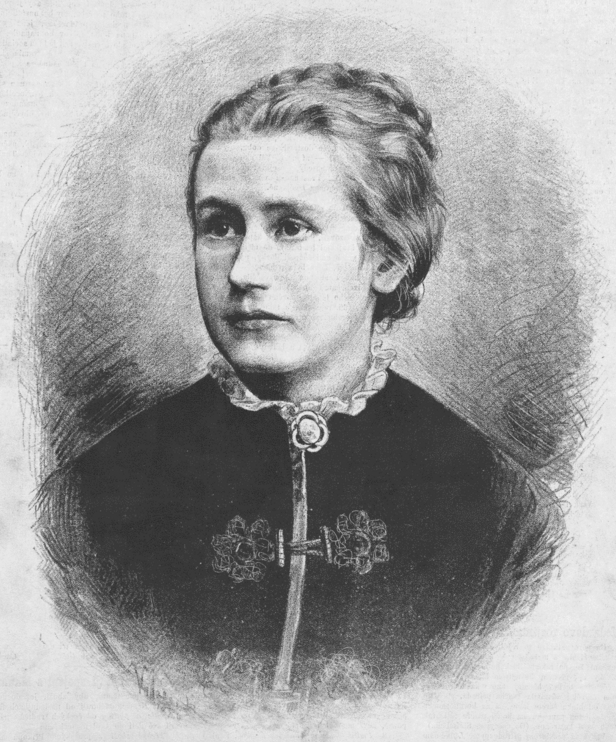
Eliška Krásnohorská, libretistka Břetislava. Portrét Jana Vilímka.

Bendl i Krásnohorská zadali operu do druhé soutěže vyhlášené roku 1882 Sborem pro postavení Národního divadla k jeho druhému otevření, a to v kategoriích komická opera a libreto ke komické opeře. Porota již 24. května 1883 uznala Karla Škrétu za způsobilého k provozování v Národním divadle (spolu s Kovařovicovými Ženichy) a o rok později vyhlásila Bendlovu operu vítězem v kategorii komické opery s prémií 1000 zlatých (plus 650 za přijetí k provozování). Také libreto Krásnohorské – po určitých neshodách mezi dramatickou a operní sekcí poroty – bylo nakonec oceněno jako vítěz ve své kategorii; cena obnášela 300 zlatých. Jelikož práce byly do soutěže zadávány anonymně a o ocenění libreta se v době premiéry dosud nerozhodlo, nebyla Krásnohorská zprvu na divadelních cedulích ani v tisku jako autorka libreta jmenována.
Kritika se opeře podrobně věnovala; přivítala navrátivšího se umělce a přiznala libretu a shodně pak i hudbě řadu nových a cenných charakteristik, současně však i nemálo problematických rysů. Jedno z posouzení například zní: "Partitura činí dojem ne vždy stejný. Jsou v ní některé scény tak krásné, lahodné a půvabné, pracovány s gracií a delikátní jemností, že i nejzarytějšího odpůrce Bendlova nemohly by zůstaviti netečným, krom toho však objevují se momenty drsnější, povrchní, nevynořující se valně z operetní lascivnosti."
Přes dvojnásobné ocenění, rozsáhlou publicitu a příznivé kritiky dosáhla inscenace v Národním divadle pouhých devíti repríz a opera pak již nikdy nebyla uvedena. Jako trvalá památka po ní se však zachoval monumentální obraz svaté Cecílie od Vojtěcha Hynaise – v opeře jej namaluje Karel Škréta a jeho odhalení tvoří hlavní pointu finále posledního dějství. Po derniéře opery byl umístěn do původní pracovny ředitele Národního divadla, kde je uchováván dodnes.
Libreto opery vydal v Praze roku 1884 nakladatel Fr. A. Urbánek (52 stran).

## Osoby a první obsazení
| osoba | hlasový obor | premiéra (11. 12. 1883) |
| --- | ------------ | ----------------------- |
| Karel Škréta                                                                                             | tenor        | Antonín Vávra           |
| Pán z Hyršova, podmaršál                                                                                 | bas          | František Hynek         |
| Orlando, důstojník                                                                                       | baryton      | Leopold Stropnický      |
| Grönberger, měšťan pražský                                                                               | bas          | Bohumil Benoni          |
| Veronika, dcera Grönbergerova                                                                            | soprán       | Marie Sittová           |
| Zuzana, hospodyně Grönbergerova                                                                          | alt          | Betty Fibichová         |
| Pater Jáchym, opat                                                                                       | bas          | Karel Čech              |
| Frater Gabriel, varhaník                                                                                 | mezzosoprán  | Marie Vollnerová        |
| Graziella                                                                                                | soprán       | Irma Reichová           |
| Bobeš, sluha Škrétův                                                                                     | tenor        | Adolf Krössing          |
| Verbíř                                                                                                   | bas          | Vilém Heš               |
| Malíři, maškary, vojáci, lid městský, mniši                                                              |              |                         |
| Dirigent: Adolf Čech, režie: František Karel Kolár, kostýmy: František Karel Kolár, scéna: Robert Holzer |              |                         |

## Děj opery

### 1. jednání

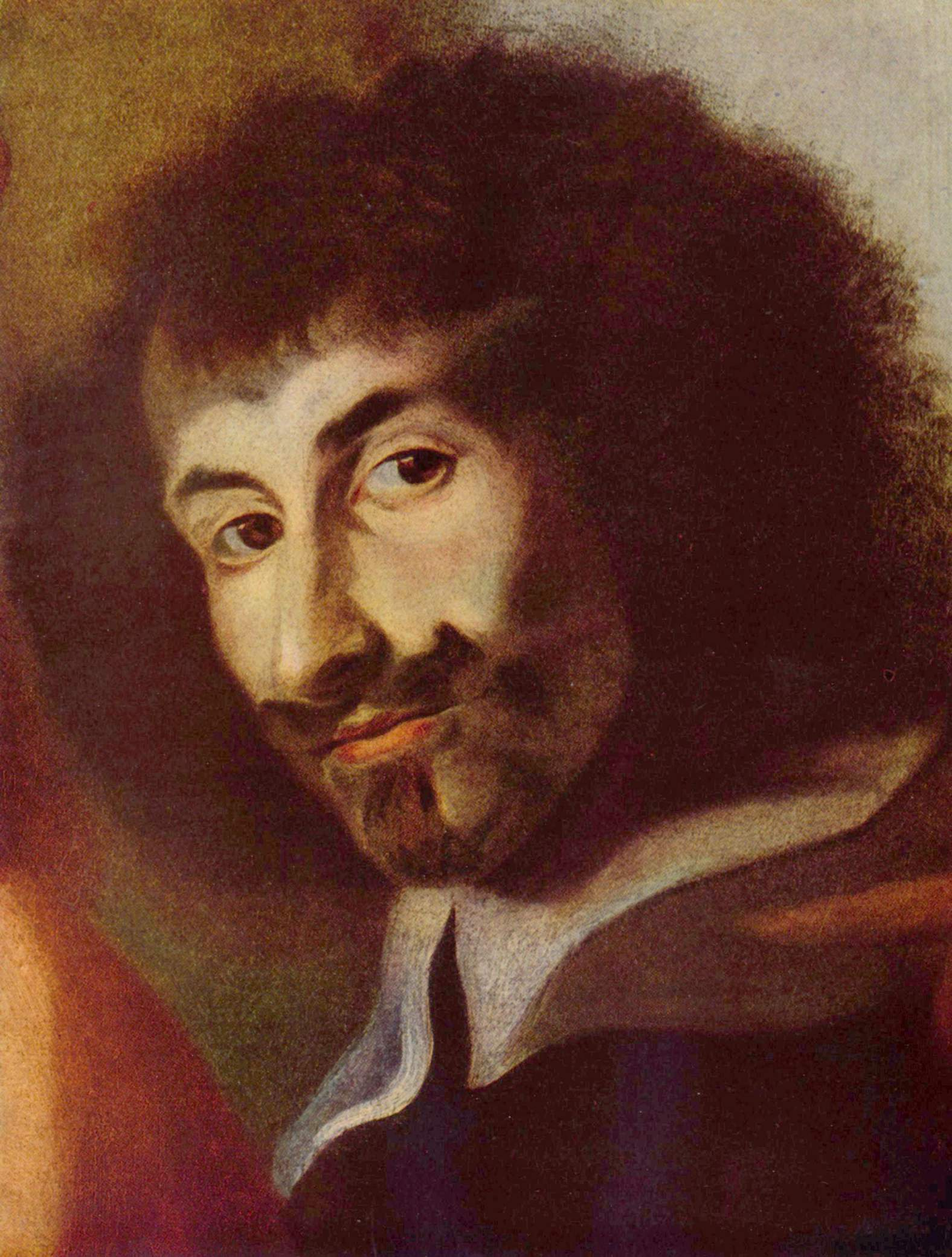
Karel Škréta, vlastní podobizna na obraze sv. Karla Boromejského (1647, Národní galerie v Praze)

(Prostranství v Římě. V pozadí Colosseum. Temno večerní.) Z hluku římského karnevalu prchá Škréta v osamělý stín Colossea, očekávaje soka k souboji (zpěv Pryč, vy šaškovité tretky). Graziella, sličný model Škrétův, dala se žertem od cizího, maskovaného muže políbiti, čímž si Škréta znechutil její lásku i nevázanou veselost žití svého dosavadního, a zatouží po čistých ideálech. Vyzvaný sok, maskovaný důstojník Orlando, dlící v Římě s císařským poselstvím, v jehož čele je podmaršál z Hyršova, dostaví se k souboji (árie Grazielly Jsem cizí vám, signore, zcela a duet Škréty a Orlanda Ne pro tu děvu vře plápol hněvu), však barvotříč Bobeš a celý dav maškar odtrhnou od sebe zápasníky (sbor maškar Aó! Aó! Tra lari lari fari la!... Zpátky, bouřlivý signore). Při tom Orlando zví, že má před sebou Karla Škrétu, i chce mu vyříditi vzkaz, jejž mu krásná dáma v Praze proň uložila. Táž dáma však, odmítnuvši Orlandovu lásku, vznítila v něm žárlivou zášť proti Škrétovi, pročež Orlando, odevzdávaje mu její list, z pomsty utrhne i spálí konec jeho s jejím jménem. V listě jest prosba, aby Škréta se vrátil a vlast svým uměním zdobil. Při tomto vyřízení se Orlando i svému českému podmaršálu potupně vysmál (zpěv Orlanda Můj český podmaršál… Aj prosím o strpení). Maškary se smíchem pronásledují Škrétu, jenž touží po krásné pisatelce nevěda, kdo ona jest (ansámbl Ten drahý list, – tak vábivý). Orlando přemluví Graziellu, že ji vezme s sebou do Čech, kamž také Škréta se odebéře, i žádá, aby mu tam konala služby špehýřské, dbajíc, neshledá-li se Škréta s neznámou kráskou; Graziella svolí, jen aby mohla dlíti Škrétovi na blízku (duet Dívko, opustí-li Škréta). Podmaršál přijde hledat Orlanda, o němž se mu doneslo, že jej potupil; nenalezne ho však již zde (árie podmaršála Zde, pravili jste, že se smál). Škréta uniknuv maškarám líčí přátelům svou vlast, pro kterou opustí Itálii (árie Můj rodný kraj? Můj český kraj?).

### 2. jednání
(Prostranství zderazské v Praze i chrám a klášter sv. Václava. Světlo denní.) Veronika, jíž Orlando tají Škrétovu přítomnost, s hospodyní Zuzanou vejde do chrámu kláštera zderazského, kde Škréta na kůru maluje (zpěv Orlanda Graziello! Graziello!, tercet Veroniky, Orlanda a Zuzany On z lásky v dálce váhá a árie Veroniky Ó modlit se, ó zaň se modlit budu!). Z kláštera vyběhne Škréta, nešťasten, že se mu jeho dílo nedaří; mniši, Bobeš a Graziella jej uprosí, aby se k práci vrátil (kvintet Ne, ne, nelze mi!... Neprchej, neprchej, pro Boha živého). Orlando, vyzvídaje na Grazielle o Škrétovi, prozradí maně, že neznámá kráska jest v chrámě; Graziella. dychtiva poznati ji, vběhne do chrámu, Orlando za ní. Přijde verbíř a najímá mladý lid n vojnu (sbor s písní verbíře Bude vojna, bude vojna… Jen pojďte! Již vlají prapory). Škréta, trápen touhou po neznámé krásce, opět uprchne od malby, jež se ideálům jeho nerovná, a dá se naverbovati. Orlando, nepoznán, představí se mu jako jeho důstojník i zjeví mu, že maskovaný vojín, jenž mu v Římě dodal list, nyní po návratu do Čech má nastoupiti trest smrti za potupení podmaršála a že jen přímluva závažná, na příklad Škrétova, mohla by podmaršála obměkčiti. Poněvadž odsouzenec jediný zná tajemství, kdo jest ona kráska, lekne se Škréta, že by tajemství toho nikdy snad se nedopátral, i přimluví se u podmaršála za svého soka tak vydatně, že podmaršál místo trestu povýší Orlanda za hejtmana (duet Škréty a podmaršála Když konečně jsme doma z Vlach). Graziella, soucitem ke Škrétovi pohnuta, prozradí mu, že neznámá její sokyně dlí v chrámě. Lid se vrací z chrámu. Veronika vystoupí, spatří Škrétu i vítá jej, an poslechnuv listu jejího do vlasti se vrátil. Škréta v ní poznává svůj ideál z nevinných dob dětství; prosí ji, aby ji malovati a tím své umění povznésti směl; ona svolí (duet Veroniky a Škréty Hle, Škréta zde!... Již od dětinné paměti). Orlando dává se Škrétovi poznat jakožto tajemný sok z Říma a tasí meč, aby dokončil souboj tam přerušený.
Škréta se brání i raní Orlanda. Sběhne se lid i vojsko; Škréta stíhán jakož vrah svého hejtmana; opat zderazský zachrání jej azylovým právem kláštera, Škréta pak rouhá se bezmocnosti podmaršála, jemuž se lid vysmívá, což podmaršála rozzuří k pomstě. Nařizuje vojenské stráži, aby se Škréty zmocnila, jakmile by vykročil z kláštera (finále Dřív, Karle Škréto s arietou podmaršálka Jak! Rouháš se a tupíš moji čest? a sborem Jak vykročí, jest mžikem vězeň váš').

### 3. jednání
(Na kůru v chrámě sv. Václava) Na kůru zderazského chrámu Bobeš roztírá barvy pro Škrétův obraz (árie Bobeše Aj, aj, aj, aj! Buď já jsem blázen, nebo on!). Zuzana poučuje opata, že sem přijde Veronika k malování, ale pod záminkou, jako by se chtěla učiti na varhany; jinak by otec její Grönberger jí nedovolil přicházeti. Grönberger sám se přichází přesvědčiti, nejsou-li mniši mládi; spatří malířské lešení, a tu se mu starý Bobeš představí jakož malíř z Vlach(píseň Bobeše Si, corpo di Bacco! Io sono pittore); Grönberger odejde spokojen (tercet Zuzany, Jáchyma a Grönbergra Nuže doufám, že jste spokojen). Škréta, malovav již z paměti Veroniku, blažen očekává její příchod (arieta Ona přijde! Jako cherub zlatovlasý). Ona přijde, vybízí jej k útěku v cizím šatě; vyznají si lásku i ujednají, že za tmy prchnou ze střeženého kláštera (duet Sám! – Nuže s odvahou!... Nyní mám sílu blaho své bránit).
Frater varhaník přijde dát Veronice hudební lekci, přičemž ji Škréta maluje (árie Gabriela Zdroj hudby – harmonie zlatá a jeho hymnus V píseň andělů nechť plyne). Pak se dole v chrámě shromáždí lid k bohoslužbě, náhle však nastane zděšení, neboť Orlando prohlásí, že nikdo nesmí z chrámu ven, dokud nepřijde podmaršál, jenž vymohl u arcibiskupa na dnešek zrušení azylového práva, aby se mohl Škréty zmocniti. Graziella z horoucí lásky přemůže žárlivost a prosí Orlanda, aby dal Škrétovi uprchnouti, však prosí marně (árie Grazielly Ty sám, ty sám, Orlando, slyš). Podmaršál přijde, aby vydal Škrétu vojenskému soudu. Škréta rozloučiv se s Veronikou žádá, aby se směl posledním pohledem rozloučiti ještě s arcidílem svým, v něž vtělil svůj ideál. Podmaršál svolí; odhrne se záclona i objeví se obraz svaté Cecílie v podobě Veroniky a varhan. Všechen lid se modlí za mistra, jenž tak spanilé dílo vykonal.
Podmaršál i Orlando, pohnuti krásou obrazu, se Škrétou se smiřují. Všichni provolávají slávu Škrétovi a slávu umění (finále Zde, opate, zde rozkaz pastýřův… Možno-li, že tak tě ztrácím… Jen chvíli, soudce můj!... Moc krásy velebné v mou duši line smír).
(Shrnutí děje převzato z publikovaného libreta s doplněnými incipity árií.)